# Cao Thái Hà
Cao Thái Hà (sinh ngày 20 tháng 4 năm 1990) là một nữ diễn viên người Việt Nam. Năm 2020, với vai diễn Diệu Ngọc trong phim Bán chồng, cô giành giải Cánh diều cho Nữ diễn viên phụ xuất sắc nhất.

## Tiểu sử
Cô sinh năm 1990 tại Cần Thơ, trong gia đình không ai theo nghệ thuật, cô có một người em trai. Hà từng tham gia cuộc thi Hoa khôi xứ Dừa, Hoa hậu Việt Nam 2008, lọt vào top 5 cuộc thi Nữ hoàng trang sức 2011.
Từng có thời gian (năm 2016) cô hạn chế đóng phim để dành nhiều thời gian hơn chăm sóc cho bố bị bệnh nặng.
Năm 2018, bố cô, ông Cao Hoàng Lăng, qua đời sau một thời gian chống chọi với bệnh tật. Đây là một cú sốc lớn của cô. 
Năm 2019, Cao Thái Hà đảm nhận vai Diệu Ngọc trong phim Bán chồng do Lê Hùng Phương làm đạo diễn. Đây là lần thứ hai cô vào vai tiểu tam sau Đồng tiền quỷ ám. Vai diễn Diệu Ngọc đã mang về cho cô giải thưởng Cánh Diều Vàng hạng mục "Nữ diễn viên phụ xuất sắc". 
Năm 2020, Cao Thái Hà đảm nhận vai Hoạn Thư trong bộ phim điện ảnh Kiều do Mai Thu Huyền làm đạo diễn. Cô cho biết đây là vai diễn phức tạp và nó khiến cô bị ám ảnh tâm lý.
Năm 2021, cô phải trải qua cú sốc tinh thần khi diễn viên, người mẫu Đức Long, một người bạn thân thiết nhất của cô, qua đời ở tuổi 33.
Năm 2022, cô xuất hiện trong bộ phim hình sự Bão ngầm của đạo diễn Đinh Thái Thụy. Cô vào vai thiếu úy Vũ Hạ Lam, đóng cặp với Hà Việt Dũng. Đây là bộ phim đánh dấu lần tái hợp với Hà Việt Dũng sau Đồng tiền quỷ ám. Cũng trong năm này, cô tham gia bộ phim Mẹ rơm của NSƯT Nguyễn Phương Điền với vai Xuân, đóng cặp cùng Cao Minh Đạt. Cô cho biết cô đóng phim vì diễn viên Thái Hòa.

## Danh sách phim

### Truyền hình
| Năm  | Tựa phim                | Vai diễn    | Đạo diễn                         | Kênh       | Nguồn |
| ---- | ----------------------- | ----------- | -------------------------------- | ---------- | ----- |
| 2011 | Vũ khí sắc đẹp          | Kim Hạnh    | Lý Khắc Lynh                     | HTV7       |       |
| 2012 | Tiếng đàn kìm           | Điệp        | Đỗ Thành An                      | SCTV7      |       |
| 2012 | Chữ hiếu thời @         | Nhung       | Đỗ Thành An                      | SCTV14     |       |
| 2013 | Hẻm cụt                 | Trang       | Mai Dũng                         | SCTV14     |       |
| 2013 | Tìm chồng cho vợ tôi    | Ngọc        | Võ Việt Hùng                     | SCTV14     |       |
| 2014 | Sắc màu phù sa          | Đào         | Phù Việt Cường                   | VTC10      |       |
| 2014 | Phiêu bạt giữa cuộc đời | Khánh Hoà   | Quách Khoa Nam                   | THVL1      |       |
| 2014 | Bản kê số phận          | Giang       | Trần Ngọc Giàu                   | Let's Viet |       |
| 2014 | Hiệp sĩ giữa đời thường | Tuyền       | Huỳnh Phú                        | SCTV14     |       |
| 2015 | Ánh sáng thiên đường    | Mỹ Tiên     | Nguyễn Quang Minh                | HTV7       |       |
| 2015 | Cung đường bí ẩn        | Phương Linh | Quách Khoa Nam                   | SCTV14     |       |
| 2015 | Con dâu                 | Tuyết San   | Quách Khoa Nam                   | HTV7       |       |
| 2015 | Kẻ thù phụ nữ           | Ngọc Mai    | Đặng Thái Huyền                  | SCTV14     |       |
| 2016 | Lối thoát nghiệt ngã    | Ngọc Diễm   | Vũ Huân                          | HTV7       |       |
| 2016 | Lấp lánh mưa bay        | Ty          | Võ Việt Hùng                     | VTV9       |       |
| 2016 | Vòng tròn tội lỗi       | Xuân Thùy   | Lý Khắc Lynh - Nguyễn Thành Vinh | HTV7       |       |
| 2016 | Đồng tiền quỷ ám        | Kim Oanh    | Trần Chí Thành                   | VTV1       |       |
| 2016 | Chạm vào danh vọng      | Ngọc Trâm   | Nguyễn Minh Cao                  | SCTV14     |       |
| 2016 | Tình thù hai mặt        | Quyên       | Nguyễn Anh Tuấn                  | HTV9       |       |
| 2017 | Chàng khờ mất vợ        | Xuân        | Lê Lộc / Phan Khánh              | SCTV14     |       |
| 2017 | Duyên định kim tiền     | Như Hoa     | Hồ Ngọc Xum                      | TodayTV    |       |
| 2018 | Tơ duyên                | Mỹ          | Dương Nam Quan                   | VTV9       |       |
| 2018 | Mật danh Rocker         | Xuân Ninh   | Trần Huy Cường                   | HTV9       |       |
| 2018 | Hậu duệ mặt trời        | Minh Ngọc   | Trần Bửu Lộc                     | VTC3       |       |
| 2018 | Hôn lễ mùa thu          | Mỹ Dung     | Trần Ngọc Phong                  | TodayTV    |       |
| 2018 | Án nóng                 | Minh Anh    | Nguyễn Anh Tuấn                  | SCTV14     |       |
| 2019 | Bán chồng               | Diệu Ngọc   | Lê Hùng Phương                   | VTV3       |       |
| 2019 | Tiếng sét trong mưa     | Hai Sáng    | Nguyễn Phương Điền               | THVL1      |       |
| 2020 | Hoa vẫn nở mùa đông     | Thanh Hằng  | Quách Khoa Nam                   | SCTV14     |       |
| 2022 | Bão ngầm                | Vũ Hạ Lam   | Đinh Thái Thụy                   | VTV1       |       |
| 2022 | Mẹ rơm                  | Xuân        | Nguyễn Phương Điền               | VTV1       |       |
| 2023 | Yêu trước ngày cưới     | Thùy Vân    | Cao Thúy Nhi                     | VieON      |       |
| 2023 | Khu vườn bí mật         | Dì Hiền     | Đặng Minh Quốc                   | SCTV14     |       |
| 2025 | Mẹ biển                 | Huệ         | Nguyễn Phương Điền               | VTV1       |       |

### Điện ảnh
| Năm  | Tựa phim         | Vai diễn | Đạo diễn        | Nguồn |
| ---- | ---------------- | -------- | --------------- | ----- |
| 2017 | Yêu đi, đừng sợ! | Nhi      | Stephane Gauger |       |
| 2021 | Kiều             | Hoạn Thư | Mai Thu Huyền   |       |
| 2021 | Kiều @           | Phấn     | Đỗ Thành An     |       |

### Web Drama
| Năm  | Tựa phim                | Vai diễn  | Đạo diễn     | Nguồn |
| ---- | ----------------------- | --------- | ------------ | ----- |
| 2021 | Sugar Boy & Sugar Mommy | Thùy Linh | Trần Bửu Lộc |       |
| 2021 | Bí mật 69               | Ngân      | Huy Khánh    |       |

## Giải thưởng và đề cử
| Giải thưởng        | Năm  | Hạng mục                                          | Tác phẩm đề cử      | Kết quả   | Chú thích |
| ------------------ | ---- | ------------------------------------------------- | ------------------- | --------- | --------- |
| Ấn tượng VTV       | 2016 | Nữ diễn viên ấn tượng                             | Đồng tiền quỷ ám    | Đề cử     | [ 7 ]     |
| Cánh Diều Vàng     | 2020 | Nữ diễn viên phụ xuất sắc phim truyện truyền hình | Bán chồng           | Đoạt giải | [ 8 ]     |
| Giải Ngôi Sao Xanh | 2018 | Nữ diễn viên truyền hình xuất sắc nhất            | Duyên định kim tiền | Đề cử     |           |
| Giải Ngôi Sao Xanh | 2019 | Nữ diễn viên được yêu thích nhất                  | Hôn lễ mùa thu      | Đề cử     |           |
| Giải Ngôi Sao Xanh | 2021 | Nữ diễn viên phim web-drama xuất sắc nhất         | Bí mật 69           | Đề cử     |           |